# Stagetillus
Stagetillus är ett släkte av spindlar. Stagetillus ingår i familjen hoppspindlar.
Kladogram enligt Catalogue of Life:
| Stagetillus | \| \| Stagetillus opaciceps \| \| \| \| \| \| Stagetillus semiostrinus \| \| \| \| |
|             | \| \| Stagetillus opaciceps \| \| \| \| \| \| Stagetillus semiostrinus \| \| \| \| |
|             | Stagetillus opaciceps                                                              |
|             |                                                                                    |
|             | Stagetillus semiostrinus                                                           |
|             |                                                                                    |